# Edmund Stiasny

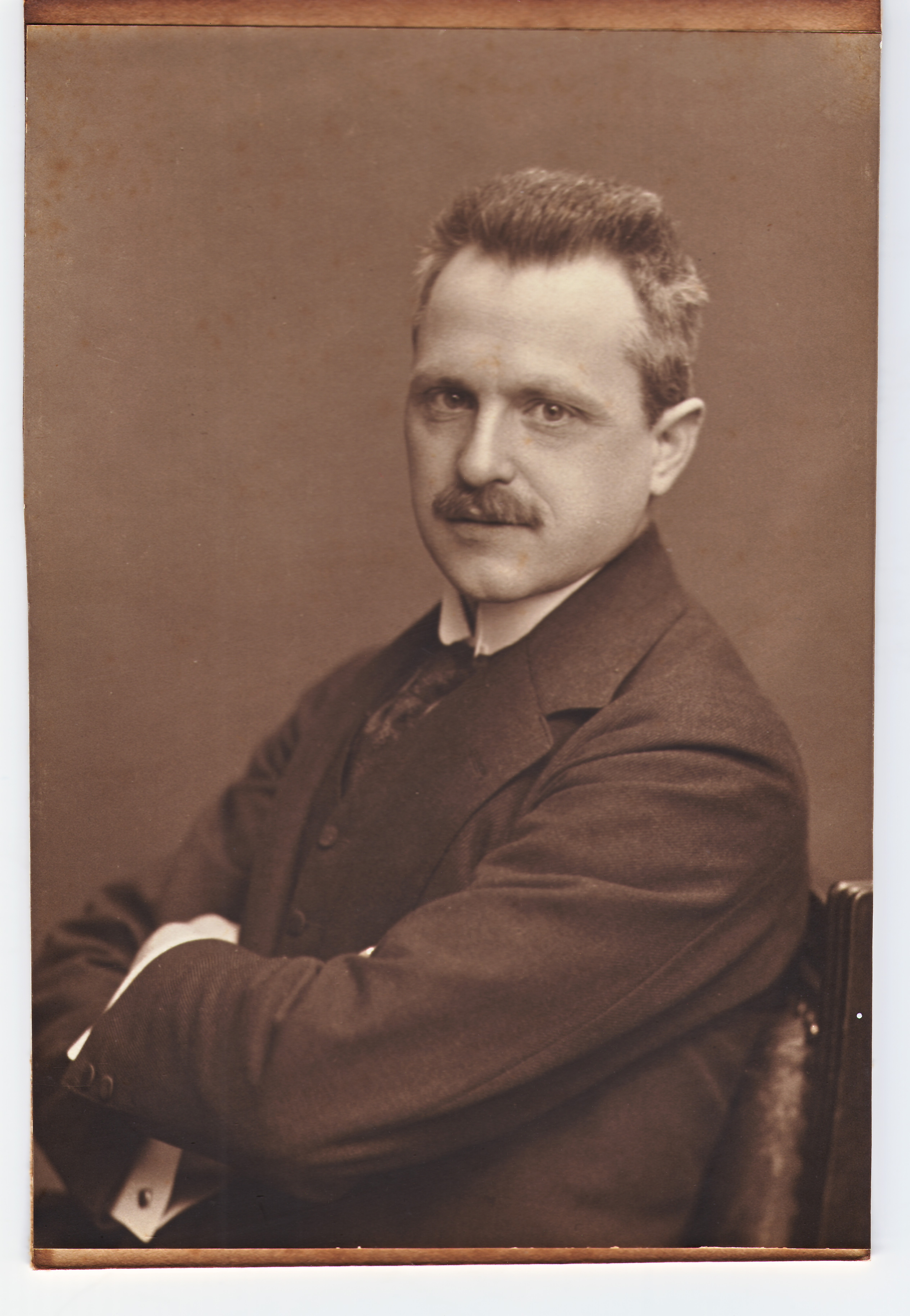
Edmund Stiasny um 1910

Edmund Stiasny (* 30. September 1872 in Wien; † 17. Oktober 1965 in Helsingborg) war ein Hochschullehrer für Gerbereichemie.

## Leben
Stiasny wurde 1872 in Wien als Sohn des Handschuhfabrikanten Max Stiasny geboren. Nach einer Ausbildung an der Wiener Versuchsanstalt für Leder studierte er von 1895 bis 1898 Chemie an der ETH Zürich. Sein Lehrer war der spätere Nobelpreisträger Alfred Werner. 1898 wurde er zum Dr. phil. promoviert.
Anschließend kehrte er als Lehrer zur Versuchsanstalt für Leder nach Wien zurück. 1909 erhielt er dort den Professorentitel. Zum 1. Oktober 1909 ging er als „assistant professor“ an das Leather Department der Universität Leeds, wo er auf dem damals ersten Lehrstuhl für Gerbereichemie lehrte. 1913 wurde er ordentlicher Professor in Leeds. Die Lehrtätigkeit wurde allerdings bereits 1914 durch den Ersten Weltkrieg unterbrochen.
1911 erfolgte die Patentierung seiner Erfindung erster synthetischer Gerbstoffe, die ihn international berühmt machte. Die industrielle Verwertung des Patents erfolgte durch die BASF in Ludwigshafen unter dem Namen NERADOL D.
Zum 1. April 1920 wurde Stiasny als ordentlicher Professor auf die neu eingerichtete Professur für Leder- und Gerbereichemie berufen. Mit Unterstützung von Mitteln aus der Industrie, die durch die Vereinigung von Freunden der Technischen Universität zu Darmstadt akquiriert wurden, wurde das Darmstädter Institut nach Plänen von Stiasny eingerichtet und eine Versuchsgerberei in der Schlossgartenstraße von Heinrich Walbe gebaut. Die TH Darmstadt hatte mit diesem Institut ein Alleinstellungsmerkmal. Das neue Institut war sehr erfolgreich und zog zahlreiche Studierende und Promovenden nach Darmstadt. Von 1920 bis 1933 entstanden über 100 Publikationen.
Stiasny war Dekan der Abteilung Chemie, Elektrochemie, Gerbereichemie und Pharmazie in den Jahren 1924–1925 und 1932–1933. Nachdem er in dieser Funktion in einer Sitzung des kleinen Senats davon erfuhr, dass die Regierung Fragebögen verteilen werde, die Fragen zur Religion und Rasse der Großeltern und Eltern enthalten, beantragte Stiasny im April 1933 seine vorzeitige Entlassung. Dies begründete er mit gesundheitlichen Gründen.
Stiasny folgte im Mai 1933 einer Einladung in die USA und emigrierte im September nach Schweden, in die Heimat seiner Ehefrau. Dort übernahm er die Leitung des Gerbereichemischen Forschungsinstituts in Helsingborg.
Edmund Stiasny war mit Gerda Löthmann verheiratet. Er starb 1965 im Alter von 93 Jahren.

## Ehrungen
- 1954: Völt Ehrenring
- 1957: Stiasny-Medaille.

## Werke
- Das Institut für Gerberchemie, Darmstadt 1925.
- Gerbereichemie (Chromgerbung), Dresden 1931.
- Gerbereichemisches Taschenbuch, Leipzig 1929.

## Stiasny-Medaille
Aus Anlass des 85. Geburtstages von Edmund Stiasny stiftete der Verein für Gerberei-Chemie und -Technik die Stiasny-Medaille. Sie wird für hervorragende Verdienste in Wissenschaft, Lehre und Technik vergeben. Der erste Preisträger 1957 war Edmund Stiasny.